# Campeonato Paraguayo de Fútbol Femenino 2023
El Campeonato Paraguayo de Fútbol Femenino 2023 fue el vigésimo tercer campeonato oficial de Primera División de la rama femenina de la Asociación Paraguaya de Fútbol (APF).
El campeón y el subcampeón del Torneo Apertura clasificaron a la edición 2023 de la Copa Libertadores Femenina, mientras que el campeón, el subcampeón y el tercer puesto del Torneo Clausura clasificaron a la edición 2024.

## Sistema de competición
Como en temporadas anteriores, se juega dos torneos al año (Torneo Apertura y Torneo Clausura). Cada torneo consta de una rueda (el Apertura y el Clausura tendrán 11 fechas) y los cuatro mejores equipos clasificarán a las semifinales.
Al final del año, juegan para definir al campeón absoluto de la temporada, los campeones de cada torneo (Apertura y Clausura), en partido único. Si un mismo club gana ambos torneos, se consagra automáticamente campeón absoluto de la temporada.

## Equipos participantes

### Localización
La mayoría de los clubes (9) se concentra en la capital del país. En tanto que tres se encuentran a corta distancia en ciudades del departamento Central y otros dos fusionados con Libertad y Nacional. Por último, uno pertenece al departamento de Guairá y uno al de Alto Paraná. Se incluye al estadio Defensores del Chaco, propiedad de la Asociación Paraguaya de Fútbol, debido a su uso frecuente por equipos que optan oficiar ahí como locales.
| Distrito capital/Departamento | Cantidad | Equipos |
| ----------------------------- | -------- | --- |
| Asunción                      | 9        | Cerro Porteño / Olimpia / Guaraní / Libertad** / Nacional* / Tacuary / Resistencia / Sportivo Ameliano / Sportivo Trinidense |
| Departamento Central          | 3        | Sportivo Luqueño / Sportivo Limpeño** / Deportivo Humaitá*                                                                   |
| Departamento de Guairá        | 1        | Guaireña FC |
| Departamento de Alto Paraná   | 1        | General Caballero (JLM) |

| * | Juegan como Nacional/Deportivo Humaitá. |

| ** | Juegan como Libertad/Sportivo Limpeño. |

### Información de equipos
Listado de los equipos que disputarán dos torneos de la temporada. El número de equipos participantes para esta temporada es de 12.
| Equipo              | Ciudad                   | Estadio                  | Capacidad | Fundación               | Títulos | Proovedor     | Patrocinador            |
| ------------------- | ------------------------ | ------------------------ | --------- | ----------------------- | ------- | ------------- | ----------------------- |
| Cerro Porteño       | Asunción                 | General Pablo Rojas      | 45 000    | 1 de octubre de 1912    | 7       | Puma          | Tigo                    |
| General Caballero   | Dr. Juan León Mallorquín | Leandro Ovelar           | 4500      | 21 de junio de 1962     | 0       | Kappa         | Sanatorio San Sebastián |
| Guaireña            | Villarrica               | Parque del Guairá        | 15 000    | 28 de marzo de 2016     | 0       | Kyrios        | Coopeduc                |
| Guaraní             | Asunción                 | Rogelio Silvino Livieres | 8380      | 12 de octubre de 1903   | 0       | Kyrios        | Tigo                    |
| Libertad            | Asunción                 | Tigo La Huerta           | 10 100    | 30 de julio de 1905     | 1       | Puma          | Tigo                    |
| Sportivo Limpeño    | Limpio                   | Optaciano Gómez          | 1 800     | 16 de julio de 1914     | 3       | Puma          | Tigo                    |
| Nacional            | Asunción                 | Arsenio Erico            | 4434      | 5 de junio de 1904      | 2       | Kappa         | Banco Continental       |
| Deportivo Humaitá   | Mariano Roque Alonso     | Pioneros de Corumba Cué  | 7 000     | 19 de febrero de 1932   | 0       | Kappa         | Banco Continental       |
| Olimpia             | Asunción                 | Manuel Ferreira          | 22 000    | 25 de julio de 1902     | 1       | Nike          | Tigo                    |
| Resistencia         | Asunción                 | Tomás Beggan Correa      | 6500      | 27 de diciembre de 1917 | 0       | Lotto         | Pulp                    |
| Sportivo Ameliano   | Asunción                 | José Tomás Silva         | 800       | 6 de enero de 1936      | 0       | Garcis        | Ayres                   |
| Sportivo Luqueño    | Luque                    | Feliciano Cáceres        | 26 974    | 1 de mayo de 1921       | 0       | Kyrios        | Banco Río               |
| Sportivo Trinidense | Asunción                 | Martín Torres            | 3 000     | 11 de agosto de 1935    | 0       | Saltarín Rojo | Noroda                  |
| Tacuary             | Asunción                 | Toribio Vargas           | 3000      | 10 de diciembre de 1923 | 0       | Saltarín Rojo | Electroban              |

## Clasificación
Torneo Apertura
| Pos. | Equipo                | Pts. | PJ | G  | E | P  | GF | GC | Dif. | Clasificación             |
| ---- | --------------------- | ---- | -- | -- | - | -- | -- | -- | ---- | ------------------------- |
| 1    | Olimpia               | 31   | 11 | 10 | 1 | 0  | 48 | 6  | +42  | Clasifican a Semifinales. |
| 2    | Cerro Porteño         | 29   | 11 | 9  | 2 | 0  | 46 | 6  | +40  | Clasifican a Semifinales. |
| 3    | Libertad/Limpeño      | 25   | 11 | 8  | 1 | 2  | 43 | 9  | +34  | Clasifican a Semifinales. |
| 4    | Guaraní               | 24   | 11 | 8  | 0 | 3  | 40 | 13 | +27  | Clasifican a Semifinales. |
| 5    | Sportivo Trinidense   | 15   | 11 | 4  | 3 | 4  | 18 | 33 | −15  |                           |
| 6    | Guaireña              | 14   | 11 | 4  | 2 | 5  | 19 | 23 | −4   |                           |
| 7    | Sportivo Ameliano     | 12   | 11 | 3  | 3 | 5  | 16 | 37 | −21  |                           |
| 8    | Nacional/Humaitá      | 10   | 11 | 2  | 4 | 5  | 16 | 20 | −4   |                           |
| 9    | Sportivo Luqueño      | 9    | 11 | 3  | 0 | 8  | 15 | 33 | −18  |                           |
| 10   | Tacuary               | 9    | 11 | 2  | 3 | 6  | 9  | 34 | −25  |                           |
| 11   | General Caballero JLM | 7    | 11 | 2  | 1 | 8  | 14 | 36 | −22  |                           |
| 12   | Resistencia           | 3    | 11 | 1  | 0 | 10 | 8  | 42 | −34  |                           |

Actualizado a los partidos jugados el 22 de mayo de 2023.
 Fuente: APF
Torneo Clausura
| Pos. | Equipo                | Pts. | PJ | G | E | P | GF | GC | Dif. | Clasificación             |
| ---- | --------------------- | ---- | -- | - | - | - | -- | -- | ---- | ------------------------- |
| 1    | Olimpia               | 29   | 11 | 9 | 2 | 0 | 51 | 1  | +50  | Clasifican a Semifinales. |
| 2    | Guaraní               | 28   | 11 | 9 | 1 | 1 | 38 | 13 | +25  | Clasifican a Semifinales. |
| 3    | Libertad/Limpeño      | 25   | 11 | 8 | 1 | 2 | 37 | 10 | +27  | Clasifican a Semifinales. |
| 4    | Cerro Porteño         | 20   | 11 | 6 | 2 | 3 | 28 | 13 | +15  | Clasifican a Semifinales. |
| 5    | Guaireña              | 16   | 11 | 5 | 1 | 5 | 16 | 17 | −1   |                           |
| 6    | Resistencia           | 16   | 11 | 5 | 1 | 5 | 20 | 39 | −19  |                           |
| 7    | Sportivo Trinidense   | 14   | 11 | 4 | 2 | 5 | 12 | 16 | −4   |                           |
| 8    | General Caballero JLM | 13   | 11 | 4 | 1 | 6 | 15 | 26 | −11  |                           |
| 9    | Nacional/Humaitá      | 11   | 11 | 3 | 2 | 6 | 15 | 17 | −2   |                           |
| 10   | Sportivo Ameliano     | 9    | 11 | 2 | 3 | 6 | 21 | 35 | −14  |                           |
| 11   | Sportivo Luqueño      | 4    | 11 | 1 | 1 | 9 | 11 | 47 | −36  |                           |
| 12   | Tacuary               | 4    | 11 | 1 | 1 | 9 | 8  | 38 | −30  |                           |

Actualizado a los partidos jugados el 30 de septiembre de 2023.
 Fuente: APF

## Evolución de la clasificación
Torneo Apertura
| Equipo \ Jornada           | 01 | 02 | 03 | 04 | 05 | 06 | 07 | 08 | 09  | 10 | 11 |
| -------------------------- | -- | -- | -- | -- | -- | -- | -- | -- | --- | -- | -- |
| Sportivo Trinidense        | 10 | 12 | 11 | 7  | 7  | 6  | 6  | 6  | 6   | 6  | 5  |
| Cerro Porteño              | 4  | 2  | 2  | 3  | 2  | 3  | 3  | 2  | 2   | 2  | 2  |
| General Caballero JLM      | 8  | 10 | 12 | 12 | 12 | 12 | 12 | 12 | 12* | 11 | 11 |
| Guaireña                   | 5  | 4  | 5  | 5  | 5  | 5  | 5  | 5  | 5   | 5  | 6  |
| Guaraní                    | 2  | 1  | 1  | 1  | 1  | 2  | 2  | 4  | 3   | 4  | 4  |
| Libertad/Sportivo Limpeño  | 3  | 5  | 4  | 4  | 4  | 4  | 4  | 3  | 4   | 3  | 3  |
| Nacional/Deportivo Humaitá | 9  | 9  | 7  | 8  | 8  | 7  | 7  | 8  | 8   | 8  | 8  |
| Olimpia                    | 1  | 3  | 3  | 2  | 3  | 1  | 1  | 1  | 1   | 1  | 1  |
| Resistencia                | 7  | 6  | 6  | 10 | 9  | 10 | 11 | 11 | 11* | 12 | 12 |
| Sportivo Luqueño           | 11 | 8  | 10 | 9  | 10 | 11 | 9  | 10 | 10  | 9  | 9  |
| Sportivo Ameliano          | 12 | 11 | 8  | 11 | 11 | 9  | 10 | 7  | 7   | 7  | 7  |
| Tacuary                    | 6  | 7  | 9  | 6  | 6  | 8  | 8  | 9  | 9   | 10 | 10 |

Torneo Clausura
| Equipo \ Jornada           | 01 | 02 | 03 | 04 | 05 | 06 | 07 | 08 | 09 | 10 | 11 |
| -------------------------- | -- | -- | -- | -- | -- | -- | -- | -- | -- | -- | -- |
| Sportivo Trinidense        | 5  | 5  | 8  | 8  | 8  | 9  | 8  | 7  | 7  | 8  | 7  |
| Cerro Porteño              | 6  | 4  | 6  | 5  | 6  | 7  | 5  | 4  | 4  | 4  | 4  |
| General Caballero JLM      | 4  | 6  | 4  | 3  | 4  | 6  | 7  | 9  | 9  | 9  | 8  |
| Guaireña                   | 8  | 11 | 12 | 12 | 11 | 8  | 10 | 8  | 6  | 6  | 5  |
| Guaraní                    | 2  | 1  | 1  | 2  | 2  | 2  | 2  | 2  | 2  | 2  | 2  |
| Libertad/Sportivo Limpeño  | 10 | 12 | 7  | 6  | 3  | 3  | 3  | 3  | 3  | 3  | 3  |
| Nacional/Deportivo Humaitá | 7  | 9  | 5  | 7  | 7  | 5  | 6  | 6  | 8  | 7  | 9  |
| Olimpia                    | 1  | 2  | 2  | 1  | 1  | 1  | 1  | 1  | 1  | 1  | 1  |
| Resistencia                | 3  | 3  | 3  | 4  | 5  | 4  | 4  | 5  | 5  | 5  | 6  |
| Sportivo Luqueño           | 11 | 8  | 10 | 9  | 10 | 11 | 11 | 11 | 12 | 12 | 12 |
| Sportivo Ameliano          | 12 | 7  | 9  | 10 | 9  | 10 | 9  | 10 | 10 | 10 | 10 |
| Tacuary                    | 9  | 10 | 11 | 11 | 12 | 12 | 12 | 12 | 11 | 11 | 11 |

Notas:
* Indica la posición del equipo con un partido pendiente.
| SF | Clasificados a Semifinales. |

## Fixture
- Los horarios son correspondientes a la hora local de verano (UTC-3) y horario estándar (UTC-4), Asunción, Paraguay.

### Primera Fase del Apertura
| Fecha 1                   | Fecha 1   | Fecha 1                    | Fecha 1                                       | Fecha 1    | Fecha 1 |
| Local                     | Resultado | Visitante                  | Estadio                                       | Día        | Hora    |
| ------------------------- | --------- | -------------------------- | --------------------------------------------- | ---------- | ------- |
| Sportivo Luqueño          | 0 - 5     | Guaraní                    | Centro de Alto Rendimiento de Fútbol Femenino | 3 de marzo | 17:15   |
| Sportivo Ameliano         | 1 - 7     | Olimpia                    | Centro de Alto Rendimiento de Fútbol Femenino | 3 de marzo | 19:30   |
| Libertad/Sportivo Limpeño | 4 - 0     | Sportivo Trinidense        | Centro de Alto Rendimiento de Fútbol Femenino | 5 de marzo | 17:15   |
| Resistencia               | 0 - 1     | Tacuary                    | Centro de Alto Rendimiento de Fútbol Femenino | 5 de marzo | 19:30   |
| Guaireña                  | 3 - 1     | General Caballero JLM      | Centro de Alto Rendimiento de Fútbol Femenino | 6 de marzo | 17:15   |
| Cerro Porteño             | 3 - 1     | Nacional/Deportivo Humaitá | Centro de Alto Rendimiento de Fútbol Femenino | 6 de marzo | 19:30   |

| Fecha 2                   | Fecha 2   | Fecha 2                    | Fecha 2                                       | Fecha 2     | Fecha 2 |
| Local                     | Resultado | Visitante                  | Estadio                                       | Día         | Hora    |
| ------------------------- | --------- | -------------------------- | --------------------------------------------- | ----------- | ------- |
| Guaraní                   | 6 - 2     | General Caballero JLM      | Centro de Alto Rendimiento de Fútbol Femenino | 10 de marzo | 17:15   |
| Sportivo Luqueño          | 2 - 1     | Tacuary                    | Centro de Alto Rendimiento de Fútbol Femenino | 10 de marzo | 19:30   |
| Sportivo Ameliano         | 0 - 3     | Guaireña                   | Centro de Alto Rendimiento de Fútbol Femenino | 11 de marzo | 17:15   |
| Libertad/Sportivo Limpeño | 1 - 2     | Olimpia                    | Centro de Alto Rendimiento de Fútbol Femenino | 11 de marzo | 19:30   |
| Resistencia               | 2 - 0     | Nacional/Deportivo Humaitá | Centro de Alto Rendimiento de Fútbol Femenino | 12 de marzo | 8:00    |
| Cerro Porteño             | 7 - 0     | Sportivo Trinidense        | Centro de Alto Rendimiento de Fútbol Femenino | 12 de marzo | 10:15   |

| Fecha 3                    | Fecha 3   | Fecha 3                   | Fecha 3                                       | Fecha 3     | Fecha 3 |
| Local                      | Resultado | Visitante                 | Estadio                                       | Día         | Hora    |
| -------------------------- | --------- | ------------------------- | --------------------------------------------- | ----------- | ------- |
| Nacional/Deportivo Humaitá | 4 - 1     | Sportivo Luqueño          | Centro de Alto Rendimiento de Fútbol Femenino | 17 de marzo | 17:15   |
| Tacuary                    | 1 - 8     | Guaraní                   | Centro de Alto Rendimiento de Fútbol Femenino | 17 de marzo | 19:30   |
| Guaireña                   | 0 - 3     | Libertad/Sportivo Limpeño | Centro de Alto Rendimiento de Fútbol Femenino | 18 de marzo | 19:00   |
| Sportivo Trinidense        | 2 - 1     | Resistencia               | Centro de Alto Rendimiento de Fútbol Femenino | 19 de marzo | 17:15   |
| General Caballero JLM      | 1 - 3     | Sportivo Ameliano         | Ka'arendy                                     | 19 de marzo | 19:30   |
| Olimpia                    | 1 - 1     | Cerro Porteño             | Manuel Ferreira                               | 20 de marzo | 19:45   |

| Fecha 4                   | Fecha 4   | Fecha 4                    | Fecha 4                                       | Fecha 4     | Fecha 4 |
| Local                     | Resultado | Visitante                  | Estadio                                       | Día         | Hora    |
| ------------------------- | --------- | -------------------------- | --------------------------------------------- | ----------- | ------- |
| Tacuary                   | 3 - 2     | General Caballero JLM      | Centro de Alto Rendimiento de Fútbol Femenino | 24 de marzo | 17:15   |
| Resistencia               | 0 - 8     | Olimpia                    | Centro de Alto Rendimiento de Fútbol Femenino | 24 de marzo | 19:30   |
| Sportivo Luqueño          | 1 - 2     | Sportivo Trinidense        | Centro de Alto Rendimiento de Fútbol Femenino | 25 de marzo | 17:15   |
| Libertad/Sportivo Limpeño | 5 - 0     | Sportivo Ameliano          | Centro de Alto Rendimiento de Fútbol Femenino | 25 de marzo | 19:30   |
| Guaraní                   | 3 - 0     | Nacional/Deportivo Humaitá | Centro de Alto Rendimiento de Fútbol Femenino | 26 de marzo | 16:15   |
| Cerro Porteño             | 3 - 0     | Guaireña                   | Centro de Alto Rendimiento de Fútbol Femenino | 26 de marzo | 18:30   |

| Fecha 5                    | Fecha 5   | Fecha 5                   | Fecha 5                                       | Fecha 5     | Fecha 5 |
| Local                      | Resultado | Visitante                 | Estadio                                       | Día         | Hora    |
| -------------------------- | --------- | ------------------------- | --------------------------------------------- | ----------- | ------- |
| General Caballero JLM      | 1 - 6     | Libertad/Sportivo Limpeño | Ka'arendy                                     | 31 de marzo | 16:15   |
| Sportivo Ameliano          | 0 - 11    | Cerro Porteño             | Centro de Alto Rendimiento de Fútbol Femenino | 31 de marzo | 18:30   |
| Nacional/Deportivo Humaitá | 0 - 0     | Tacuary                   | Centro de Alto Rendimiento de Fútbol Femenino | 1 de abril  | 16:15   |
| Olimpia                    | 5 - 1     | Sportivo Luqueño          | Centro de Alto Rendimiento de Fútbol Femenino | 1 de abril  | 18:30   |
| Sportivo Trinidense        | 0 - 4     | Guaraní                   | Centro de Alto Rendimiento de Fútbol Femenino | 2 de abril  | 16:15   |
| Guaireña                   | 3 - 0     | Resistencia               | Parque del Guairá                             | 2 de abril  | 18:30   |

| Fecha 6                    | Fecha 6   | Fecha 6                   | Fecha 6                                       | Fecha 6     | Fecha 6 |
| Local                      | Resultado | Visitante                 | Estadio                                       | Día         | Hora    |
| -------------------------- | --------- | ------------------------- | --------------------------------------------- | ----------- | ------- |
| Resistencia                | 2 - 4     | Sportivo Ameliano         | Centro de Alto Rendimiento de Fútbol Femenino | 14 de abril | 16:15   |
| Guaraní                    | 1 - 2     | Olimpia                   | Centro de Alto Rendimiento de Fútbol Femenino | 14 de abril | 18:30   |
| Tacuary                    | 2 - 4     | Sportivo Trinidense       | Centro de Alto Rendimiento de Fútbol Femenino | 15 de abril | 16:15   |
| Cerro Porteño              | 2 - 2     | Libertad/Sportivo Limpeño | Centro de Alto Rendimiento de Fútbol Femenino | 15 de abril | 18:30   |
| Nacional/Deportivo Humaitá | 4 - 0     | General Caballero JLM     | Centro de Alto Rendimiento de Fútbol Femenino | 16 de abril | 16:15   |
| Sportivo Luqueño           | 1 - 3     | Guaireña                  | Centro de Alto Rendimiento de Fútbol Femenino | 16 de abril | 18:30   |

| Fecha 7                   | Fecha 7   | Fecha 7                    | Fecha 7                                       | Fecha 7     | Fecha 7 |
| Local                     | Resultado | Visitante                  | Estadio                                       | Día         | Hora    |
| ------------------------- | --------- | -------------------------- | --------------------------------------------- | ----------- | ------- |
| Sportivo Trinidense       | 1 - 1     | Nacional/Deportivo Humaitá | Centro de Alto Rendimiento de Fútbol Femenino | 21 de abril | 16:15   |
| Libertad/Sportivo Limpeño | 8 - 0     | Resistencia                | Centro de Alto Rendimiento de Fútbol Femenino | 21 de abril | 18:30   |
| General Caballero JLM     | 0 - 2     | Cerro Porteño              | Ka'arendy                                     | 22 de abril | 16:15   |
| Olimpia                   | 2 - 0     | Tacuary                    | Centro de Alto Rendimiento de Fútbol Femenino | 22 de abril | 18:30   |
| Guaireña                  | 2 - 5     | Guaraní                    | Centro de Alto Rendimiento de Fútbol Femenino | 22 de abril | 16:15   |
| Sportivo Ameliano         | 1 - 2     | Sportivo Luqueño           | Centro de Alto Rendimiento de Fútbol Femenino | 22 de abril | 18:30   |

| Fecha 8                    | Fecha 8   | Fecha 8                   | Fecha 8                                             | Fecha 8     | Fecha 8 |
| Local                      | Resultado | Visitante                 | Estadio                                             | Día         | Hora    |
| -------------------------- | --------- | ------------------------- | --------------------------------------------------- | ----------- | ------- |
| Sportivo Trinidense        | 1 - 1     | General Caballero JLM     | Centro de Alto Rendimiento de Fútbol Femenino       | 28 de abril | 16:15   |
| Sportivo Luqueño           | 0 - 1     | Libertad/Sportivo Limpeño | Centro de Alto Rendimiento de Fútbol Femenino       | 28 de abril | 18:30   |
| Guaraní                    | 1 - 2     | Sportivo Ameliano         | Centro de Alto Rendimiento de Fútbol Femenino       | 29 de abril | 15:00   |
| Resistencia                | 0 - 3     | Cerro Porteño             | Centro de Alto Rendimiento de Fútbol Femenino       | 29 de abril | 17:00   |
| Tacuary                    | 1 - 1     | Guaireña                  | Centro de Alto Rendimiento de Divisiones Formativas | 3 de mayo   | 13:00   |
| Nacional/Deportivo Humaitá | 1 - 4     | Olimpia                   | Centro de Alto Rendimiento de Divisiones Formativas | 3 de mayo   | 15:00   |

| Fecha 9                   | Fecha 9   | Fecha 9                    | Fecha 9                                             | Fecha 9    | Fecha 9 |
| Local                     | Resultado | Visitante                  | Estadio                                             | Día        | Hora    |
| ------------------------- | --------- | -------------------------- | --------------------------------------------------- | ---------- | ------- |
| Guaireña                  | 2 - 2     | Nacional/Deportivo Humaitá | Centro de Alto Rendimiento de Divisiones Formativas | 6 de mayo  | 13:00   |
| Sportivo Ameliano         | 0 - 0     | Tacuary                    | Centro de Alto Rendimiento de Divisiones Formativas | 6 de mayo  | 15:00   |
| Olimpia                   | 5 - 0     | Sportivo Trinidense        | Centro de Alto Rendimiento de Divisiones Formativas | 7 de mayo  | 13:00   |
| Cerro Porteño             | 6 - 1     | Sportivo Luqueño           | Centro de Alto Rendimiento de Divisiones Formativas | 8 de mayo  | 15:00   |
| Libertad/Sportivo Limpeño | 0 - 1     | Guaraní                    | Centro de Alto Rendimiento de Divisiones Formativas | 10 de mayo | 15:00   |
| General Caballero JLM     | 2 - 0     | Resistencia                | Ka'arendy                                           | 17 de mayo | 15:00   |

| Fecha 10                   | Fecha 10  | Fecha 10                  | Fecha 10                                            | Fecha 10   | Fecha 10 |
| Local                      | Resultado | Visitante                 | Estadio                                             | Día        | Hora     |
| -------------------------- | --------- | ------------------------- | --------------------------------------------------- | ---------- | -------- |
| Sportivo Luqueño           | 6 - 1     | Resistencia               | Centro de Alto Rendimiento de Divisiones Formativas | 12 de mayo | 13:00    |
| Nacional/Deportivo Humaitá | 0 - 0     | Sportivo Ameliano         | Centro de Alto Rendimiento de Divisiones Formativas | 12 de mayo | 15:00    |
| Tacuary                    | 0 - 9     | Libertad/Sportivo Limpeño | Centro de Alto Rendimiento de Divisiones Formativas | 13 de mayo | 13:00    |
| Guaraní                    | 1 - 2     | Cerro Porteño             | Centro de Alto Rendimiento de Divisiones Formativas | 13 de mayo | 15:00    |
| Sportivo Trinidense        | 3 - 2     | Guaireña                  | Centro de Alto Rendimiento de Fútbol Femenino       | 14 de mayo | 13:00    |
| Olimpia                    | 8 - 0     | General Caballero JLM     | Centro de Alto Rendimiento de Fútbol Femenino       | 14 de mayo | 15:00    |

| Fecha 11                  | Fecha 11  | Fecha 11                   | Fecha 11                                            | Fecha 11   | Fecha 11 |
| Local                     | Resultado | Visitante                  | Estadio                                             | Día        | Hora     |
| ------------------------- | --------- | -------------------------- | --------------------------------------------------- | ---------- | -------- |
| Cerro Porteño             | 6 - 0     | Tacuary                    | Centro de Alto Rendimiento de Divisiones Formativas | 19 de mayo | 15:00    |
| Guaireña                  | 0 - 4     | Olimpia                    | Centro de Alto Rendimiento de Divisiones Formativas | 19 de mayo | 15:00    |
| Resistencia               | 2 - 5     | Guaraní                    | Centro de Alto Rendimiento de Divisiones Formativas | 20 de mayo | 15:00    |
| Libertad/Sportivo Limpeño | 4 - 3     | Nacional/Deportivo Humaitá | Centro de Alto Rendimiento de Divisiones Formativas | 20 de mayo | 15:00    |
| General Caballero JLM     | 4 - 0     | Sportivo Luqueño           | Ka'arendy                                           | 21 de mayo | 18:30    |
| Sportivo Ameliano         | 5 - 5     | Sportivo Trinidense        | Centro de Alto Rendimiento de Divisiones Formativas | 22 de mayo | 15:00    |

### Fase final del Apertura
|  | Semifinales      | Semifinales      | Semifinales      | Semifinales      | Semifinales |   |         | Final   | Final | Final | Final | Final |  |
|  |                  |                  |                  |                  |             |   |         |         |       |       |       |       |  |
|  |                  |                  |                  |                  |             |   |         |         |       |       |       |       |  |
|  | Olimpia          | Olimpia          | 3                | 2                | 5           |   |         |         |       |       |       |       |  |
|  | Olimpia          | Olimpia          | 3                | 2                | 5           |   |         |         |       |       |       |       |  |
|  | Guaraní          | Guaraní          | 1                | 0                | 1           |   |         |         |       |       |       |       |  |
|  | Guaraní          | Guaraní          | 1                | 0                | 1           |   | Olimpia | Olimpia | 4     | 0     | 4     |       |  |
|  |                  |                  |                  |                  |             |   | Olimpia | Olimpia | 4     | 0     | 4     |       |  |
|  |                  |                  | Libertad/Limpeño | Libertad/Limpeño | 0           | 1 | 1       |         |       |       |       |       |  |
|  | Cerro Porteño    | Cerro Porteño    | Libertad/Limpeño | Libertad/Limpeño | 0           | 1 | 1       | 1       | 0     | 1     |       |       |  |
|  | Cerro Porteño    | Cerro Porteño    |                  |                  |             |   |         | 1       | 0     | 1     |       |       |  |
|  | Libertad/Limpeño | Libertad/Limpeño | 1                | 3                | 4           |   |         |         |       |       |       |       |  |
|  | Libertad/Limpeño | Libertad/Limpeño | 1                | 3                | 4           |   |         |         |       |       |       |       |  |
|  |                  |                  |                  |                  |             |   |         |         |       |       |       |       |  |

| Semifinales               | Semifinales | Semifinales               | Semifinales                                   | Semifinales | Semifinales | Semifinales |
| Equipo 1                  | Resultado   | Equipo 2                  | Estadio                                       | Día         | Hora        |             |
| ------------------------- | ----------- | ------------------------- | --------------------------------------------- | ----------- | ----------- | ----------- |
| Guaraní                   | 1 - 3       | Olimpia                   | Rogelio Silvino Livieres                      | 27 de mayo  | 16:15       |             |
| Libertad/Sportivo Limpeño | 1 - 1       | Cerro Porteño             | Centro de Alto Rendimiento de Fútbol Femenino | 28 de mayo  | 16:15       |             |
| Olimpia                   | 2 - 0       | Guaraní                   | Centro de Alto Rendimiento de Fútbol Femenino | 3 de junio  | 16:30       |             |
| Cerro Porteño             | 0 - 3       | Libertad/Sportivo Limpeño | General Pablo Rojas                           | 4 de junio  | 16:30       |             |

| Tercer puesto | Tercer puesto | Tercer puesto | Tercer puesto                                 | Tercer puesto | Tercer puesto |
| Equipo 1      | Resultado     | Equipo 2      | Estadio                                       | Día           | Hora          |
| ------------- | ------------- | ------------- | --------------------------------------------- | ------------- | ------------- |
| Guaraní       | 0 - 1         | Cerro Porteño | Centro de Alto Rendimiento de Fútbol Femenino | 10 de junio   | 19:00         |
| Cerro Porteño | 2 - 1         | Guaraní       | Centro de Alto Rendimiento de Fútbol Femenino | 15 de junio   | 16:00         |

| Final                     | Final     | Final                     | Final           | Final       | Final |
| Equipo 1                  | Resultado | Equipo 2                  | Estadio         | Día         | Hora  |
| ------------------------- | --------- | ------------------------- | --------------- | ----------- | ----- |
| Libertad/Sportivo Limpeño | 0 - 4     | Olimpia                   | Tigo La Huerta  | 10 de junio | 16:30 |
| Olimpia (C)               | 0 - 1     | Libertad/Sportivo Limpeño | Manuel Ferreira | 16 de junio | 19:15 |

### Primera Fase del Clausura
| Fecha 1                    | Fecha 1   | Fecha 1                   | Fecha 1                                       | Fecha 1     | Fecha 1 |
| Local                      | Resultado | Visitante                 | Estadio                                       | Día         | Hora    |
| -------------------------- | --------- | ------------------------- | --------------------------------------------- | ----------- | ------- |
| Sportivo Trinidense        | 1 - 0     | Libertad/Sportivo Limpeño | Centro de Alto Rendimiento de Fútbol Femenino | 21 de julio | 15:15   |
| Nacional/Deportivo Humaitá | 0 - 0     | Cerro Porteño             | Centro de Alto Rendimiento de Fútbol Femenino | 21 de julio | 17:30   |
| General Caballero JLM      | 3 - 2     | Guaireña                  | Ka'arendy                                     | 22 de julio | 15:15   |
| Olimpia                    | 6 - 0     | Sportivo Ameliano         | Centro de Alto Rendimiento de Fútbol Femenino | 22 de julio | 17:30   |
| Tacuary                    | 2 - 3     | Resistencia               | Centro de Alto Rendimiento de Fútbol Femenino | 23 de julio | 15:15   |
| Guaraní                    | 5 - 0     | Sportivo Luqueño          | Centro de Alto Rendimiento de Fútbol Femenino | 23 de julio | 17:30   |

| Fecha 2                    | Fecha 2   | Fecha 2                   | Fecha 2                                       | Fecha 2     | Fecha 2 |
| Local                      | Resultado | Visitante                 | Estadio                                       | Día         | Hora    |
| -------------------------- | --------- | ------------------------- | --------------------------------------------- | ----------- | ------- |
| Sportivo Trinidense        | 1 - 3     | Cerro Porteño             | Centro de Alto Rendimiento de Fútbol Femenino | 28 de julio | 14:00   |
| Guaireña                   | 1 - 3     | Sportivo Ameliano         | Centro de Alto Rendimiento de Fútbol Femenino | 28 de julio | 16:15   |
| Nacional/Deportivo Humaitá | 2 - 4     | Resistencia               | Centro de Alto Rendimiento de Fútbol Femenino | 29 de julio | 14:00   |
| Tacuary                    | 2 - 3     | Sportivo Luqueño          | Centro de Alto Rendimiento de Fútbol Femenino | 29 de julio | 16:15   |
| General Caballero JLM      | 1 - 5     | Guaraní                   | Ka'arendy                                     | 30 de julio | 14:00   |
| Olimpia                    | 2 - 0     | Libertad/Sportivo Limpeño | Centro de Alto Rendimiento de Fútbol Femenino | 30 de julio | 16:15   |

| Fecha 3                   | Fecha 3   | Fecha 3                    | Fecha 3                                       | Fecha 3     | Fecha 3 |
| Local                     | Resultado | Visitante                  | Estadio                                       | Día         | Hora    |
| ------------------------- | --------- | -------------------------- | --------------------------------------------- | ----------- | ------- |
| Sportivo Ameliano         | 1 - 2     | General Caballero JLM      | Centro de Alto Rendimiento de Fútbol Femenino | 4 de agosto | 15:00   |
| Cerro Porteño             | 0 - 5     | Olimpia                    | Centro de Alto Rendimiento de Fútbol Femenino | 4 de agosto | 17:15   |
| Guaraní                   | 6 - 1     | Tacuary                    | Centro de Alto Rendimiento de Fútbol Femenino | 5 de agosto | 15:00   |
| Libertad/Sportivo Limpeño | 8 - 0     | Guaireña                   | Centro de Alto Rendimiento de Fútbol Femenino | 5 de agosto | 17:15   |
| Resistencia               | 2 - 1     | Sportivo Trinidense        | Centro de Alto Rendimiento de Fútbol Femenino | 6 de agosto | 15:00   |
| Sportivo Luqueño          | 0 - 3     | Nacional/Deportivo Humaitá | Centro de Alto Rendimiento de Fútbol Femenino | 6 de agosto | 17:15   |

| Fecha 4                    | Fecha 4   | Fecha 4                   | Fecha 4                                       | Fecha 4      | Fecha 4 |
| Local                      | Resultado | Visitante                 | Estadio                                       | Día          | Hora    |
| -------------------------- | --------- | ------------------------- | --------------------------------------------- | ------------ | ------- |
| Sportivo Trinidense        | 3 - 3     | Sportivo Luqueño          | Centro de Alto Rendimiento de Fútbol Femenino | 11 de agosto | 15:00   |
| Olimpia                    | 6 - 0     | Resistencia               | Centro de Alto Rendimiento de Fútbol Femenino | 11 de agosto | 17:15   |
| General Caballero JLM      | 2 - 1     | Tacuary                   | Centro de Alto Rendimiento de Fútbol Femenino | 12 de agosto | 15:00   |
| Guaireña                   | 0 - 1     | Cerro Porteño             | Centro de Alto Rendimiento de Fútbol Femenino | 12 de agosto | 17:15   |
| Sportivo Ameliano          | 1 - 5     | Libertad/Sportivo Limpeño | Centro de Alto Rendimiento de Fútbol Femenino | 13 de agosto | 15:00   |
| Nacional/Deportivo Humaitá | 0 - 2     | Guaraní                   | Centro de Alto Rendimiento de Fútbol Femenino | 13 de agosto | 17:15   |

| Fecha 5                   | Fecha 5   | Fecha 5                    | Fecha 5                                       | Fecha 5      | Fecha 5 |
| Local                     | Resultado | Visitante                  | Estadio                                       | Día          | Hora    |
| ------------------------- | --------- | -------------------------- | --------------------------------------------- | ------------ | ------- |
| Libertad/Sportivo Limpeño | 3 - 1     | General Caballero JLM      | Centro de Alto Rendimiento de Fútbol Femenino | 18 de agosto | 15:00   |
| Cerro Porteño             | 2 - 2     | Sportivo Ameliano          | Centro de Alto Rendimiento de Fútbol Femenino | 18 de agosto | 17:15   |
| Tacuary                   | 1 - 8     | Nacional/Deportivo Humaitá | Centro de Alto Rendimiento de Fútbol Femenino | 19 de agosto | 15:00   |
| Sportivo Luqueño          | 0 - 9     | Olimpia                    | Centro de Alto Rendimiento de Fútbol Femenino | 19 de agosto | 17:15   |
| Resistencia               | 0 - 4     | Guaireña                   | Centro de Alto Rendimiento de Fútbol Femenino | 20 de agosto | 15:00   |
| Guaraní                   | 2 - 0     | Sportivo Trinidense        | Centro de Alto Rendimiento de Fútbol Femenino | 20 de agosto | 17:15   |

| Fecha 6                   | Fecha 6   | Fecha 6                    | Fecha 6                                       | Fecha 6      | Fecha 6 |
| Local                     | Resultado | Visitante                  | Estadio                                       | Día          | Hora    |
| ------------------------- | --------- | -------------------------- | --------------------------------------------- | ------------ | ------- |
| Guaireña                  | 2 - 0     | Sportivo Luqueño           | Centro de Alto Rendimiento de Fútbol Femenino | 25 de agosto | 15:00   |
| Sportivo Trinidense       | 0 - 1     | Tacuary                    | Centro de Alto Rendimiento de Fútbol Femenino | 25 de agosto | 17:15   |
| General Caballero JLM     | 0 - 1     | Nacional/Deportivo Humaitá | Ka'arendy                                     | 26 de agosto | 15:00   |
| Olimpia                   | 4 - 0     | Guaraní                    | Centro de Alto Rendimiento de Fútbol Femenino | 26 de agosto | 17:15   |
| Sportivo Ameliano         | 2 - 4     | Resistencia                | Centro de Alto Rendimiento de Fútbol Femenino | 27 de agosto | 15:00   |
| Libertad/Sportivo Limpeño | 1 - 0     | Cerro Porteño              | Centro de Alto Rendimiento de Fútbol Femenino | 27 de agosto | 17:15   |

| Fecha 7                    | Fecha 7   | Fecha 7                   | Fecha 7                                       | Fecha 7         | Fecha 7 |
| Local                      | Resultado | Visitante                 | Estadio                                       | Día             | Hora    |
| -------------------------- | --------- | ------------------------- | --------------------------------------------- | --------------- | ------- |
| Tacuary                    | 0 - 5     | Olimpia                   | Centro de Alto Rendimiento de Fútbol Femenino | 1 de septiembre | 15:00   |
| Sportivo Luqueño           | 2 - 6     | Sportivo Ameliano         | Centro de Alto Rendimiento de Fútbol Femenino | 1 de septiembre | 17:15   |
| Guaraní                    | 2 - 1     | Guaireña                  | Centro de Alto Rendimiento de Fútbol Femenino | 2 de septiembre | 15:00   |
| Nacional/Deportivo Humaitá | 0 - 1     | Sportivo Trinidense       | Centro de Alto Rendimiento de Fútbol Femenino | 2 de septiembre | 17:15   |
| Cerro Porteño              | 3 - 0     | General Caballero JLM     | Centro de Alto Rendimiento de Fútbol Femenino | 3 de septiembre | 15:00   |
| Resistencia                | 2 - 9     | Libertad/Sportivo Limpeño | Centro de Alto Rendimiento de Fútbol Femenino | 3 de septiembre | 17:15   |

| Fecha 8                   | Fecha 8   | Fecha 8                    | Fecha 8                                       | Fecha 8          | Fecha 8 |
| Local                     | Resultado | Visitante                  | Estadio                                       | Día              | Hora    |
| ------------------------- | --------- | -------------------------- | --------------------------------------------- | ---------------- | ------- |
| Olimpia                   | 5 - 0     | Nacional/Deportivo Humaitá | Centro de Alto Rendimiento de Fútbol Femenino | 8 de septiembre  | 15:00   |
| Sportivo Ameliano         | 3 - 9     | Guaraní                    | Centro de Alto Rendimiento de Fútbol Femenino | 8 de septiembre  | 17:15   |
| Guaireña                  | 3 - 0     | Tacuary                    | Centro de Alto Rendimiento de Fútbol Femenino | 9 de septiembre  | 15:00   |
| Cerro Porteño             | 8 - 1     | Resistencia                | Centro de Alto Rendimiento de Fútbol Femenino | 9 de septiembre  | 17:15   |
| General Caballero JLM     | 0 - 1     | Sportivo Trinidense        | Ka'arendy                                     | 10 de septiembre | 15:00   |
| Libertad/Sportivo Limpeño | 5 - 2     | Sportivo Luqueño           | Centro de Alto Rendimiento de Fútbol Femenino | 10 de septiembre | 17:15   |

| Fecha 9                    | Fecha 9   | Fecha 9                   | Fecha 9                                       | Fecha 9          | Fecha 9 |
| Local                      | Resultado | Visitante                 | Estadio                                       | Día              | Hora    |
| -------------------------- | --------- | ------------------------- | --------------------------------------------- | ---------------- | ------- |
| Resistencia                | 1 - 1     | General Caballero JLM     | Centro de Alto Rendimiento de Fútbol Femenino | 15 de septiembre | 15:00   |
| Guaraní                    | 1 - 1     | Libertad/Sportivo Limpeño | Centro de Alto Rendimiento de Fútbol Femenino | 15 de septiembre | 17:15   |
| Tacuary                    | 0 - 0     | Sportivo Ameliano         | Centro de Alto Rendimiento de Fútbol Femenino | 16 de septiembre | 15:00   |
| Sportivo Luqueño           | 0 - 5     | Cerro Porteño             | Centro de Alto Rendimiento de Fútbol Femenino | 16 de septiembre | 17:15   |
| Nacional/Deportivo Humaitá | 0 - 1     | Guaireña                  | Centro de Alto Rendimiento de Fútbol Femenino | 17 de septiembre | 15:00   |
| Sportivo Trinidense        | 1 - 1     | Olimpia                   | Centro de Alto Rendimiento de Fútbol Femenino | 17 de septiembre | 17:15   |

| Fecha 10                  | Fecha 10  | Fecha 10                   | Fecha 10                                      | Fecha 10         | Fecha 10 |
| Local                     | Resultado | Visitante                  | Estadio                                       | Día              | Hora     |
| ------------------------- | --------- | -------------------------- | --------------------------------------------- | ---------------- | -------- |
| Sportivo Ameliano         | 1 - 1     | Nacional/Deportivo Humaitá | Centro de Alto Rendimiento de Fútbol Femenino | 22 de septiembre | 9:30     |
| Libertad/Sportivo Limpeño | 3 - 0     | Tacuary                    | Centro de Alto Rendimiento de Fútbol Femenino | 22 de septiembre | 17:30    |
| Guaireña                  | 2 - 0     | Sportivo Trinidense        | Centro de Alto Rendimiento de Fútbol Femenino | 23 de septiembre | 15:30    |
| Cerro Porteño             | 1 - 3     | Guaraní                    | Centro de Alto Rendimiento de Fútbol Femenino | 23 de septiembre | 17:30    |
| Resistencia               | 2 - 1     | Sportivo Luqueño           | Centro de Alto Rendimiento de Fútbol Femenino | 24 de septiembre | 9:30     |
| General Caballero JLM     | 0 - 8     | Olimpia                    | Ka'arendy                                     | 24 de septiembre | 17:30    |

| Fecha 11                   | Fecha 11  | Fecha 11                  | Fecha 11                                      | Fecha 11         | Fecha 11 |
| Local                      | Resultado | Visitante                 | Estadio                                       | Día              | Hora     |
| -------------------------- | --------- | ------------------------- | --------------------------------------------- | ---------------- | -------- |
| Sportivo Luqueño           | 0 - 5     | General Caballero JLM     | Parque Guasu                                  | 28 de septiembre | 8:00     |
| Guaraní                    | 3 - 1     | Resistencia               | Parque Guasu                                  | 28 de septiembre | 8:00     |
| Tacuary                    | 0 - 5     | Cerro Porteño             | Parque Guasu                                  | 28 de septiembre | 8:00     |
| Nacional/Deportivo Humaitá | 0 - 2     | Libertad/Sportivo Limpeño | Pioneros de Corumba Cué                       | 28 de septiembre | 8:00     |
| Olimpia                    | 0 - 0     | Guaireña                  | Centro de Alto Rendimiento de Fútbol Femenino | 28 de septiembre | 8:00     |
| Sportivo Trinidense        | 3 - 2     | Sportivo Ameliano         | Centro de Alto Rendimiento de Fútbol Femenino | 30 de septiembre | 8:00     |

### Fase final del Clausura
|  | Semifinales      | Semifinales      | Semifinales | Semifinales | Semifinales |   |         | Final   | Final | Final | Final | Final |  |
|  |                  |                  |             |             |             |   |         |         |       |       |       |       |  |
|  |                  |                  |             |             |             |   |         |         |       |       |       |       |  |
|  | Olimpia          | Olimpia          | 5           | 3           | 8           |   |         |         |       |       |       |       |  |
|  | Olimpia          | Olimpia          | 5           | 3           | 8           |   |         |         |       |       |       |       |  |
|  | Cerro Porteño    | Cerro Porteño    | 0           | 0           | 0           |   |         |         |       |       |       |       |  |
|  | Cerro Porteño    | Cerro Porteño    | 0           | 0           | 0           |   | Olimpia | Olimpia | 4     | 3     | 7     |       |  |
|  |                  |                  |             |             |             |   | Olimpia | Olimpia | 4     | 3     | 7     |       |  |
|  |                  |                  | Guaraní     | Guaraní     | 0           | 0 | 0       |         |       |       |       |       |  |
|  | Guaraní          | Guaraní          | Guaraní     | Guaraní     | 0           | 0 | 0       | 1       | 1     | 2     |       |       |  |
|  | Guaraní          | Guaraní          |             |             |             |   |         | 1       | 1     | 2     |       |       |  |
|  | Libertad/Limpeño | Libertad/Limpeño | 1           | 0           | 1           |   |         |         |       |       |       |       |  |
|  | Libertad/Limpeño | Libertad/Limpeño | 1           | 0           | 1           |   |         |         |       |       |       |       |  |
|  |                  |                  |             |             |             |   |         |         |       |       |       |       |  |

| Semifinales               | Semifinales | Semifinales               | Semifinales                                   | Semifinales     | Semifinales | Semifinales |
| Equipo 1                  | Resultado   | Equipo 2                  | Estadio                                       | Día             | Hora        |             |
| ------------------------- | ----------- | ------------------------- | --------------------------------------------- | --------------- | ----------- | ----------- |
| Guaraní                   | 1 - 1       | Libertad/Sportivo Limpeño | Rogelio Silvino Livieres                      | 10 de noviembre | 18:00       |             |
| Cerro Porteño             | 0 - 5       | Olimpia                   | Centro de Alto Rendimiento de Fútbol Femenino | 11 de noviembre | 18:00       |             |
| Olimpia                   | 3 - 0       | Cerro Porteño             | Centro de Alto Rendimiento de Fútbol Femenino | 18 de noviembre | 18:00       |             |
| Libertad/Sportivo Limpeño | 0 - 1       | Guaraní                   | Centro de Alto Rendimiento de Fútbol Femenino | 18 de noviembre | 20:15       |             |

| Tercer puesto             | Tercer puesto | Tercer puesto             | Tercer puesto                                 | Tercer puesto   | Tercer puesto |
| Equipo 1                  | Resultado     | Equipo 2                  | Estadio                                       | Día             | Hora          |
| ------------------------- | ------------- | ------------------------- | --------------------------------------------- | --------------- | ------------- |
| Cerro Porteño             | 1 - 2         | Libertad/Sportivo Limpeño | Parque Azulgrana                              | 22 de noviembre | 17:00         |
| Libertad/Sportivo Limpeño | 3 - 1         | Cerro Porteño             | Centro de Alto Rendimiento de Fútbol Femenino | 25 de noviembre | 17:00         |

| Final       | Final     | Final    | Final                                         | Final           | Final |
| Equipo 1    | Resultado | Equipo 2 | Estadio                                       | Día             | Hora  |
| ----------- | --------- | -------- | --------------------------------------------- | --------------- | ----- |
| Guaraní     | 0 - 4     | Olimpia  | Centro de Alto Rendimiento de Fútbol Femenino | 22 de noviembre | 19:00 |
| Olimpia (C) | 3 - 0     | Guaraní  | Manuel Ferreira                               | 26 de noviembre | 9:00  |

### Resultados
| Local \ Visitante     | TRI | CPO  | GCM | GRÑ | GUA | LIB** | NAC* | LUQ | OLI | RES | AME | TAC |
| --------------------- | --- | ---- | --- | --- | --- | ----- | ---- | --- | --- | --- | --- | --- |
| Sportivo Trinidense   |     | 1–3  | 1–1 | 3–2 | 0–4 | 1–0   | 1–1  | 3–3 | 1–1 | 2–1 | 3–2 | 0–1 |
| Cerro Porteño         | 7–0 |      | 3–0 | 3–0 | 1–3 | 2–2   | 3–1  | 6–1 | 0–5 | 8–1 | 2–2 | 6–0 |
| General Caballero JLM | 0–1 | 0–2  |     | 3–2 | 1–5 | 1–6   | 0–1  | 4–0 | 0–8 | 2–0 | 1–3 | 2–1 |
| Guaireña              | 2–0 | 0–1  | 3–1 |     | 2–5 | 0–3   | 2–2  | 2–0 | 0–4 | 3–0 | 1–3 | 3–0 |
| Guaraní               | 2–0 | 1–2  | 6–2 | 2–1 |     | 1–1   | 3–0  | 5–0 | 1–2 | 3–1 | 1–2 | 6–1 |
| Libertad**            | 4–0 | 1–0  | 3–1 | 8–0 | 0–1 |       | 4–3  | 5–2 | 1–2 | 8–0 | 5–0 | 3–0 |
| Nacional*             | 0–1 | 0–0  | 4–0 | 0–1 | 0–2 | 0–2   |      | 4–1 | 1–4 | 2–4 | 0–0 | 0–0 |
| Sportivo Luqueño      | 1–2 | 0–5  | 0–5 | 1–3 | 0–5 | 0–1   | 0–3  |     | 0–9 | 6–1 | 2–6 | 2–1 |
| Olimpia               | 5–0 | 1–1  | 8–0 | 0–0 | 4–0 | 2–0   | 5–0  | 5–1 |     | 6–0 | 6–0 | 2–0 |
| Resistencia           | 2–1 | 0–3  | 1–1 | 0–4 | 2–5 | 2–9   | 2–0  | 2–1 | 0–8 |     | 2–4 | 0–1 |
| Sportivo Ameliano     | 5–5 | 0–11 | 1–2 | 0–3 | 3–9 | 1–5   | 1–1  | 1–2 | 1–7 | 2–4 |     | 0–0 |
| Tacuary               | 2–4 | 0–5  | 3–2 | 1–1 | 1–8 | 0–9   | 1–8  | 2–3 | 0–5 | 2–3 | 0–0 |     |

| * | Juega en conjunto con Deportivo Humaitá. |

| ** | Juega en conjunto con Sportivo Limpeño. |

## Campeón
|                     |
| Olimpia 2 .° título |

## Goleadoras
Torneo Apertura

| Pos. | Jugadora           | Club                      | Goles |
| ---- | ------------------ | ------------------------- | ----- |
| 1    | María Portillo     | Libertad/Sportivo Limpeño | 19    |
| 2    | Wilma Espinoza     | Guaraní                   | 13    |
| 3    | Karina Castellano  | Olimpia                   | 10    |
| 4    | Liz Peña           | Olimpia                   | 10    |
| 5    | Liza Larrea        | Cerro Porteño             | 9     |
| 6    | Amada Peralta      | Olimpia                   | 9     |
| 7    | Fiorella Fernández | Libertad/Sportivo Limpeño | 8     |
| 8    | Belén Riveros      | Cerro Porteño             | 7     |
| 9    | Angie Delgado      | Guaraní                   | 7     |
| 10   | Karen Benítez      | Guaireña                  | 7     |
| 11   | Bianca González    | Cerro Porteño             | 6     |
| 12   | Celeste Aguilera   | Olimpia                   | 6     |

Torneo Clausura

| Pos. | Jugador            | Club                      | Goles |
| ---- | ------------------ | ------------------------- | ----- |
| 1    | Amada Peralta      | Olimpia                   | 14    |
| 2    | Wilma Espinoza     | Guaraní                   | 13    |
| 3    | Belén Riveros      | Cerro Porteño             | 10    |
| 4    | María Portillo     | Libertad/Sportivo Limpeño | 10    |
| 5    | Claudia Martínez   | Sportivo Ameliano         | 9     |
| 6    | Erika Cartaman     | Libertad/Sportivo Limpeño | 7     |
| 7    | Karina Castellano  | Olimpia                   | 7     |
| 8    | Griselda Garay     | Olimpia                   | 6     |
| 9    | Shtefania Martínez | General Caballero JLM     | 5     |
| 10   | María Tamay        | Guaireña                  | 5     |
| 11   | Angie Delgado      | Guaraní                   | 5     |
| 12   | Ramona Martínez    | Libertad/Sportivo Limpeño | 5     |